# Roman Antczak
Roman Antczak est un boxeur polonais né en 10 mai 1912 et mort le 12 juillet 1940 à Varsovie.

## Carrière
Sa carrière amateur est principalement marquée par une médaille d'argent remportée aux championnats d'Europe de 1934 dans la catégorie des poids mi-lourds.

## Palmarès

### Championnats d'Europe
- Médaille d'argent en -79,4 kg en 1934 à Budapest, Hongrie